# Santiago Kelly
Santiago Lorenzo Kelly (Junín, Argentina, 24 de julio de 1921) es un exfutbolista argentino que se desempeñaba como defensor.
Se inició en el Club Atlético Mariano Moreno, en la liga amateur juninense. Se incorporó a River Plate en 1939, debutando en la primera división de la AFA en 1943. Jugó 40 partidos de primera división y 5 de copas nacionales para River.
En 1951 ficha por el Mariscal Sucre de Perú, por un proyecto del club con solo jugadores extranjeros. Al año siguiente regresó a Junín para integrar el primer equipo profesional de Sarmiento. Debutó el 6 de abril de 1952 en el Estadio Eva Perón, en Primera B (en ese entonces la segunda categoría del fútbol argentino. En 1954 Kelly asumió como director técnico de Sarmiento, manteniendo a la vez su condición de jugador. Durante el torneo de Primera B de 1954 disputó 5 partidos, retirándose el 10 de octubre. En los tres torneos disputados para el club de Junín, Kelly jugó un total de 59 partidos y convirtió un gol.

## Clubes
| Club               | País      | Año         |
| ------------------ | --------- | ----------- |
| River Plate        | Argentina | 1943 - 1950 |
| Mariscal Sucre     | Perú      | 1951        |
| Sarmiento de Junín | Argentina | 1952 - 1954 |